# Vindicta (film, 1923)
Pour les articles homonymes, voir Vindicte (film).
Pour plus de détails, voir Fiche technique et Distribution.
Vindicta est un film muet français réalisé par Louis Feuillade et sorti en 1923.

## Découpage
Le film se compose de cinq épisodes :
1. La Terre qui Tremble
2. L'Intruse
3. L'Emmurée
4. Le Mariage de Blanche Césarin
5. Soir Nuptial

## Fiche technique
- Réalisation : Louis Feuillade
- Scénario : Louis Feuillade
- Société de production : Société des Établissements L. Gaumont
- Pays de production :  France
- Format : Muet - Noir et blanc - 1,33:1 - 35 mm
- Durée : 320 minutes (5 heures 20 minutes)

## Distribution

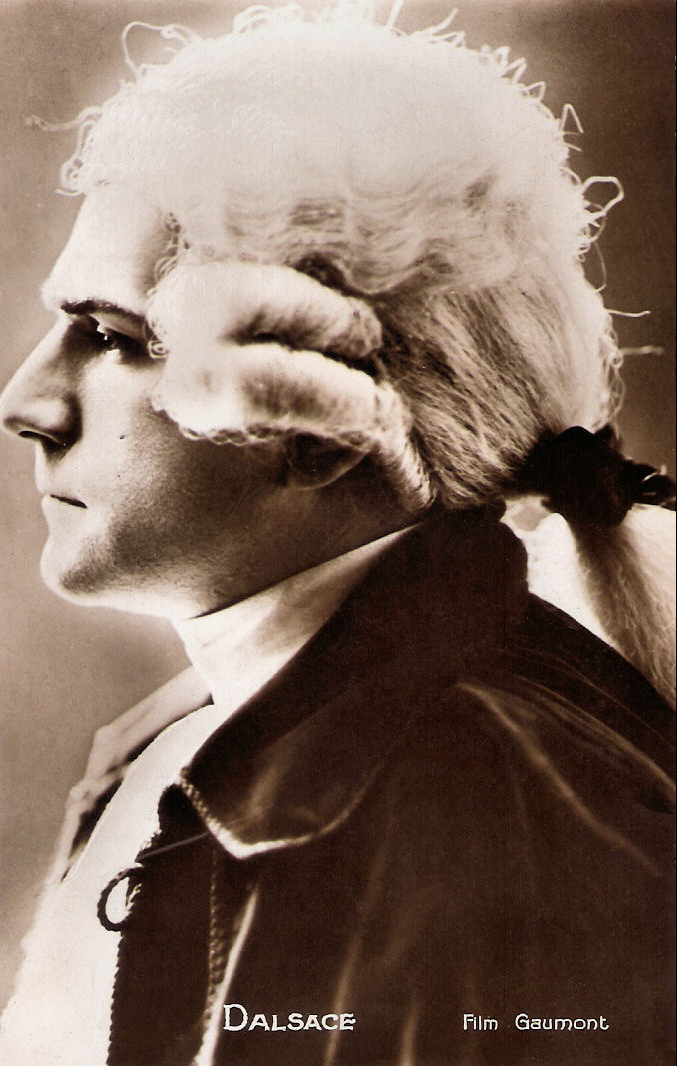
Le marquis de Saint-Estelle (Lucien Dalsace).

- Ginette Maddie : Blanche Césarin, fille naturelle de Mlle de Saint-Estelle
- Georges Biscot : Césarin le rétameur
- Andrée Lionel : Mlle de Saint-Estelle
- Lucien Dalsace : le marquis de Saint-Estelle / Robert Estève
- Henri-Amédée Charpentier : Rabouin
- Fernand Herrmann : Bajart
- Lise Jaux : Toinon Césarin
- Henri Deneyrieux : Louiset Césarin
- Bernard Derigal : le docteur Langlois
- Michel Floresco : Moralès
- Georges Térof